# فرودگاه آلامو ناواجو
فرودگاه آلامو ناواجو (به انگلیسی: Alamo Navajo Airport) یک فرودگاه همگانی است که یک باند فرود خاک دارد و طول باند آن ۱۱۱۳ متر است. این فرودگاه در کشور ایالات متحده آمریکا قرار دارد و در ارتفاع ۱۹۶۹ متری از سطح دریا واقع شده‌است.